# Paul Grote
Paul Grote (Berlino, 1946) è uno scrittore e giornalista tedesco.
Dopo le superiori a Hannover e un corso di formazione a Düsseldorf iniziò a lavorare come venditore e pubblicitario. Solo successivamente studiò sociologia e scienze politiche all´università di Amburgo.
Dopo un breve periodo a Vienna iniziò a lavorare in una casa editrice di Amburgo. Da quel momento iniziò a viaggiare sempre più spesso in Sud America, fino a trascorrere sei anni in Amazzonia. Su questi viaggi scrisse diversi reportages per riviste quali FAZ, Die Zeit, Focus, Geo e Merian.
Ritornato in Germania si è trasferito a Berlino come lavora come scrittore.

## Opere
Libri gialli
- Tod in Bordeaux. Kriminalroman. Rowohlt, Reinbek 2004, ISBN 3-499-23744-X.
- Bitterer Chianti. Kriminalroman. Rowohlt, Reinbek 2005, ISBN 3-499-23998-1.
- Rioja für den Matador. Kriminalroman. Rowohlt, Reinbek 2006, ISBN 3-499-24267-2.
  - Rioja für den Matador. Hörbuch. Edition Steinbach, Schwäbisch Hall 2007, ISBN 978-3-88698-415-2 (audiolibro letto dall´autore stesso)
- Verschwörung beim Heurigen. Kriminalroman. dtv, München 2007, ISBN 978-3-423-21018-8.
- Der Portwein-Erbe. Kriminalroman. dtv, München 2008, ISBN 978-3-423-21082-9.
- Der Wein des KGB. Kriminalroman. dtv, München 2009, ISBN 978-3-423-21160-4.
- Der Champagner-Fonds. Kriminalroman. dtv, München 2010, ISBN 978-3-423-21237-3.
- Ein Riesling zum Abschied. Kriminalroman. dtv, München 2011, ISBN 978-3-423-21319-6.
- Tödlicher Steilhang. Kriminalroman. dtv, München 2013, ISBN 978-3423214643
- Königin bis zum Morgengrauen. Kriminalroman. dtv, München 2014, ISBN 978-3423215350

Reportage
- In Amazonien. Abenteuer Regenwald. Rowohlt, Reinbek 1994, ISBN 3-499-13456-X.